# Dori Schaer-Born

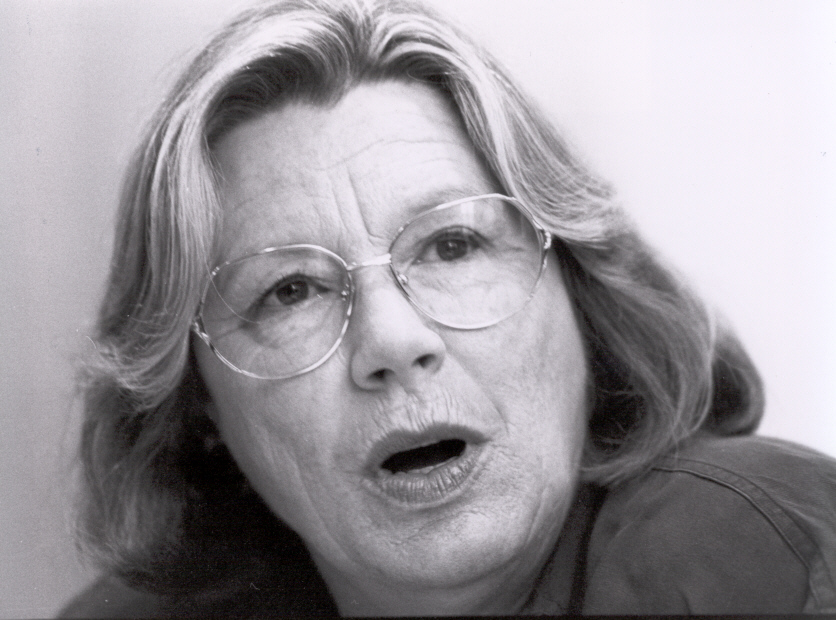
Dori Schaer-Born (1994)

Dori Schaer, geb. Born (12 juli 1942), is een Zwitsers politica.
Dori Schaer-Born is lid van de Sociaal-Democratische Partij van Zwitserland (SP) en was lid van de Regeringsraad van het kanton Bern.
Dori Schaer-Born was van 1 juni 1995 tot 31 mei 1996 voorzitter van de Regeringsraad (dat wil zeggen regeringsleider) van het kanton Bern. Zij was de eerste vrouwelijke regeringsleider van het kanton.